# Museu d'art de les Illes Fèroe
El Museu d'art de les Illes Fèroe (en feroès: Listasavn Føroya) és un museu d'art a la localitat de Tórshavn, a les illes Fèroe, creat per a exposicions permanents d'art en la seva majoria de les Illes Fèroe.
Fundat el 1989, consta d'una galeria anomenada Listaskáli (des de 1970) i una altra per a les arts històriques (des de 1993) amb una superfície de 1.600 m². El museu està situat a l'extrem nord del Parc de Tórshavn prop de la Casa Nòrdica a les Illes Fèroe.

## Exhibicions
- Sámal Joensen-Mikines (1906–79),
- Janus Kamban (1913–2009) (escultor)
- Ruth Smith (1913–58)
- Elinborg Lutzen (1919–95)
- Ingálvur av Reyni (1920–2005)
- Steffan Danielsen (1922–76)
- Hans Hansen (1920–1970),
- Frimod Joensen (1915–97)
- Tummas Arge (1942–78)
- Zacharias Heinesen (n. 1936)
- Hans Pauli Olsen (n. 1957), (escultor)[5]